# Olšina v Novolhotském lese
Olšina v Novolhotském lese je přírodní památka poblíž obce Černá v Pošumaví v okrese Český Krumlov. Důvodem ochrany je rozsáhlý soubor smrkových olšin s vývojovými stádii, významná flóra a vegetace.

## Galerie

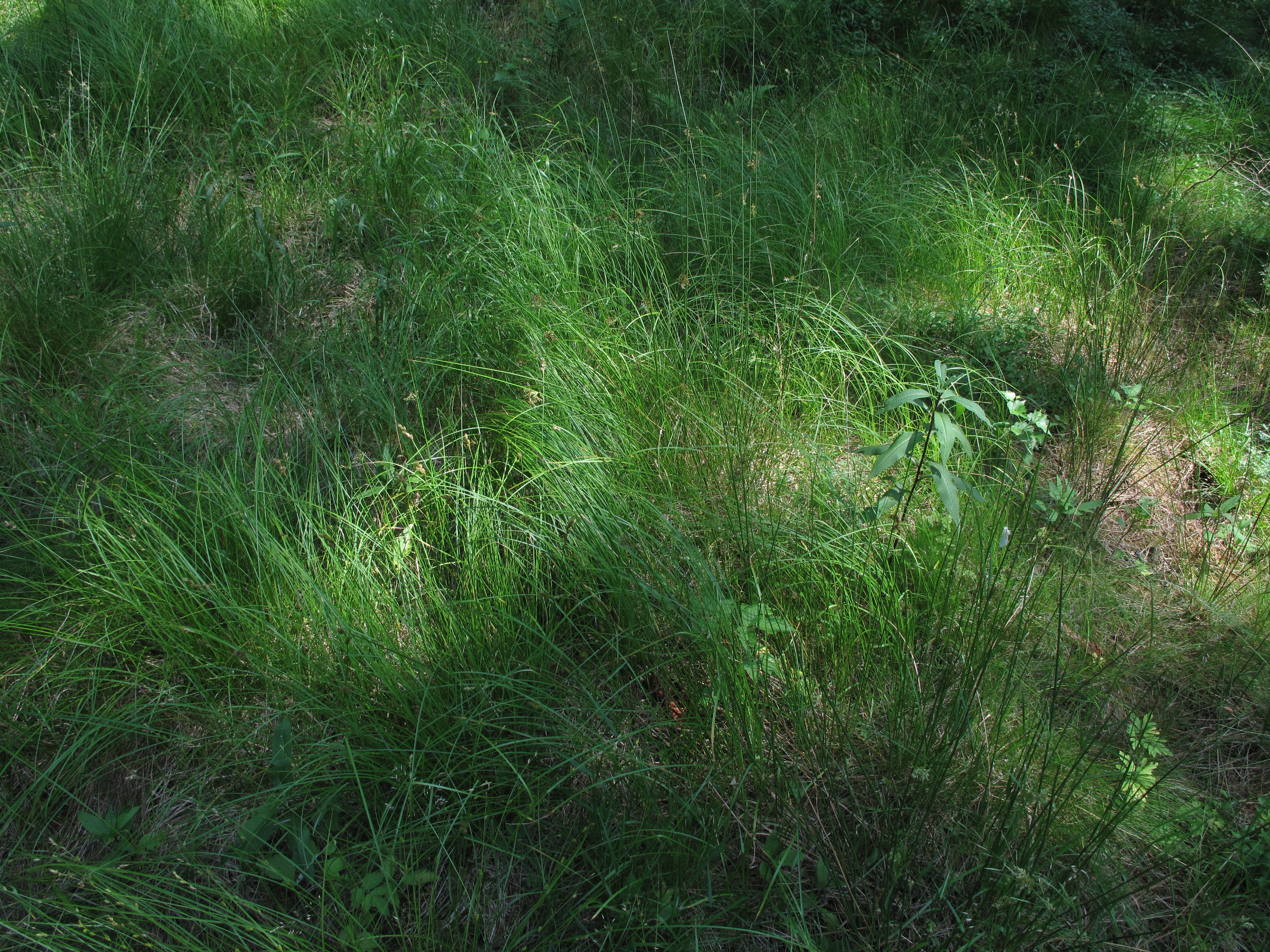
Tráva
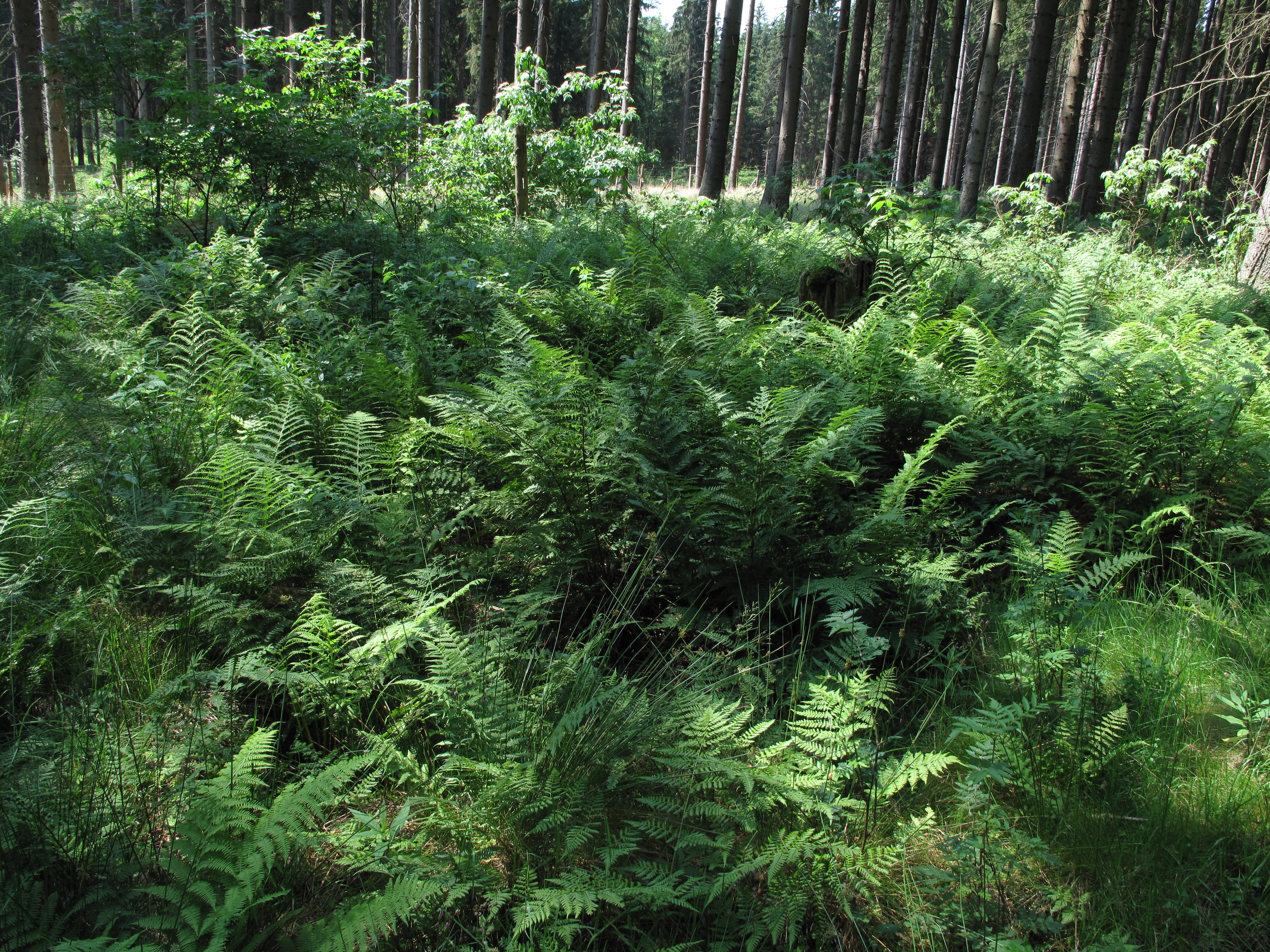
Kapradí
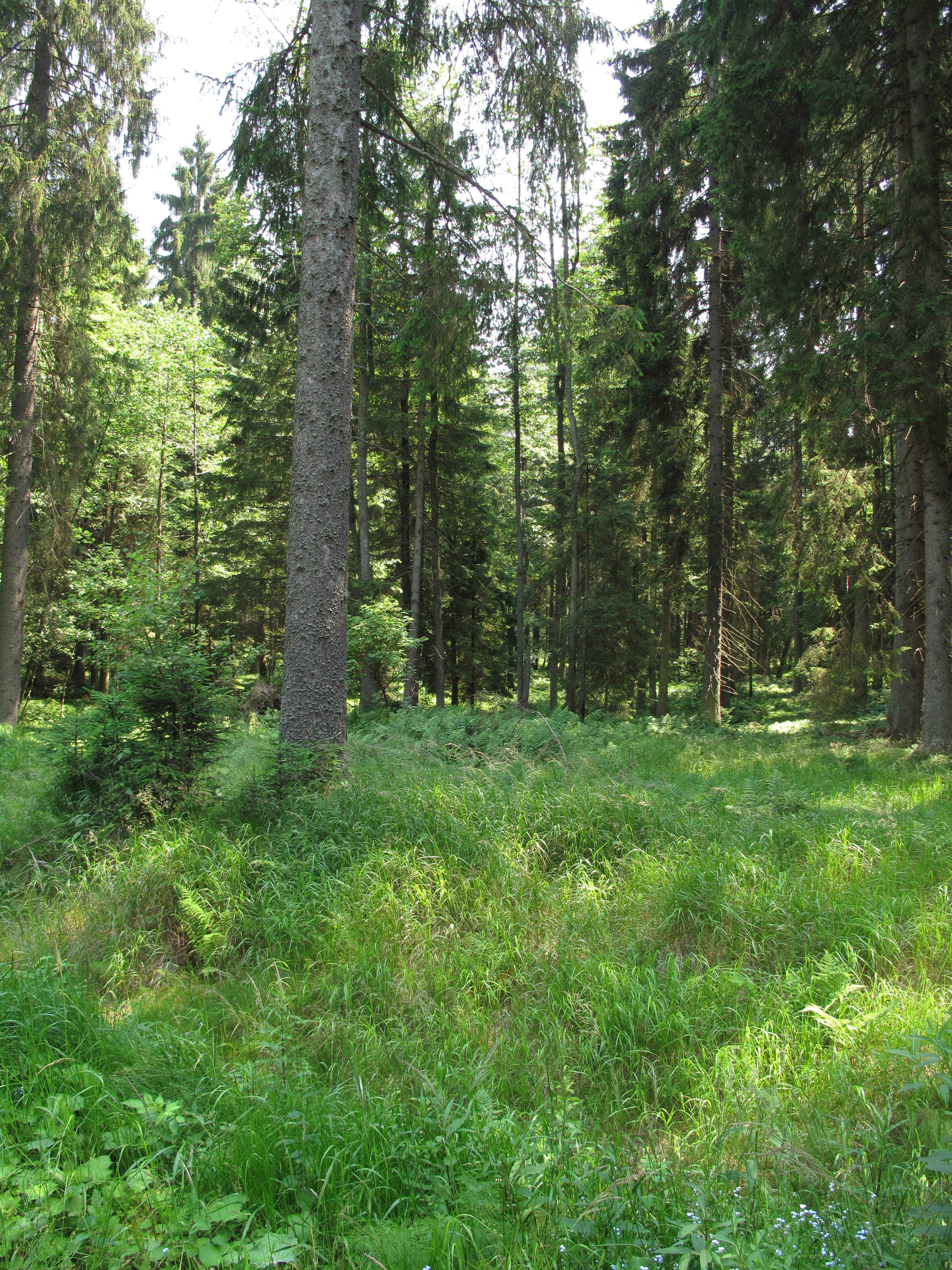
Les